# Estação Maisons-Alfort - Stade
Maisons-Alfort - Stade é uma estação da linha 8 do Metrô de Paris, localizada na cidade de Maisons-Alfort.

## Localização
A estação está estabelecida na avenue du Général-Leclerc (D 19), perto do início da rue Chevreul. Orientada ao longo do eixo noroeste/sudeste, ela se intercala entre as estações École Vétérinaire de Maisons-Alfort e Maisons-Alfort - Les Juilliotes. Em direção a Pointe du Lac, esta é a última estação da linha a apresentar uma configuração clássica.

## História
A estação foi aberta em 19 de setembro de 1970 com a entrada em serviço da extensão da linha 8 de Charenton - Écoles, que iniciou uma nova onda de extensões de rede após um hiato de 18 anos devido aos recursos financeiros limitados do período pós-guerra, e marca o surgimento da primeira "Estações-caixas", caracterizadas por uma forma retangular ligada à sua construção pelo método de vala coberta. A estação constitui temporariamente o terminal leste da linha (de Balard) até 27 de abril de 1972, data em que isso é estendido por uma estação adicional a Maisons-Alfort - Les Juilliottes.
O seu nome se deve à sua implantação no território da comuna de Maisons-Alfort de um lado, e à sua proximidade com o Estádio municipal Auguste-Delaune do outro lado, estabelecido a algumas centenas de metros ao sul.
Em 2011, 1 523 038 passageiros entraram nesta estação. Em 2012, havia 1 650 202 passageiros. Foram contados 1 689 344 passageiros em 2013, o que a coloca na 267ª posição das estações de metrô por sua frequência em 302.

## Serviços aos passageiros

### Acessos
A estação possui dois acessos divididos em três entradas de metrô:
- O acesso 1 “Avenue du Général-Leclerc - côté des numéros impairs”, constituído de uma escada fixa decorada com um mastro com um “M” amarelo inscrito em um círculo, levando à direita do 147 da avenida no ângulo com a rue Chevreul;
- O acesso 2 "Avenue du Général-Leclerc - côté des numéros pairs", compreendendo duas escadas fixas estabelecidas em frente ao Colégio Édouard-Herriot, uma com um mastro "M" amarelo e a outra com uma escada rolante a montante.

### Plataformas

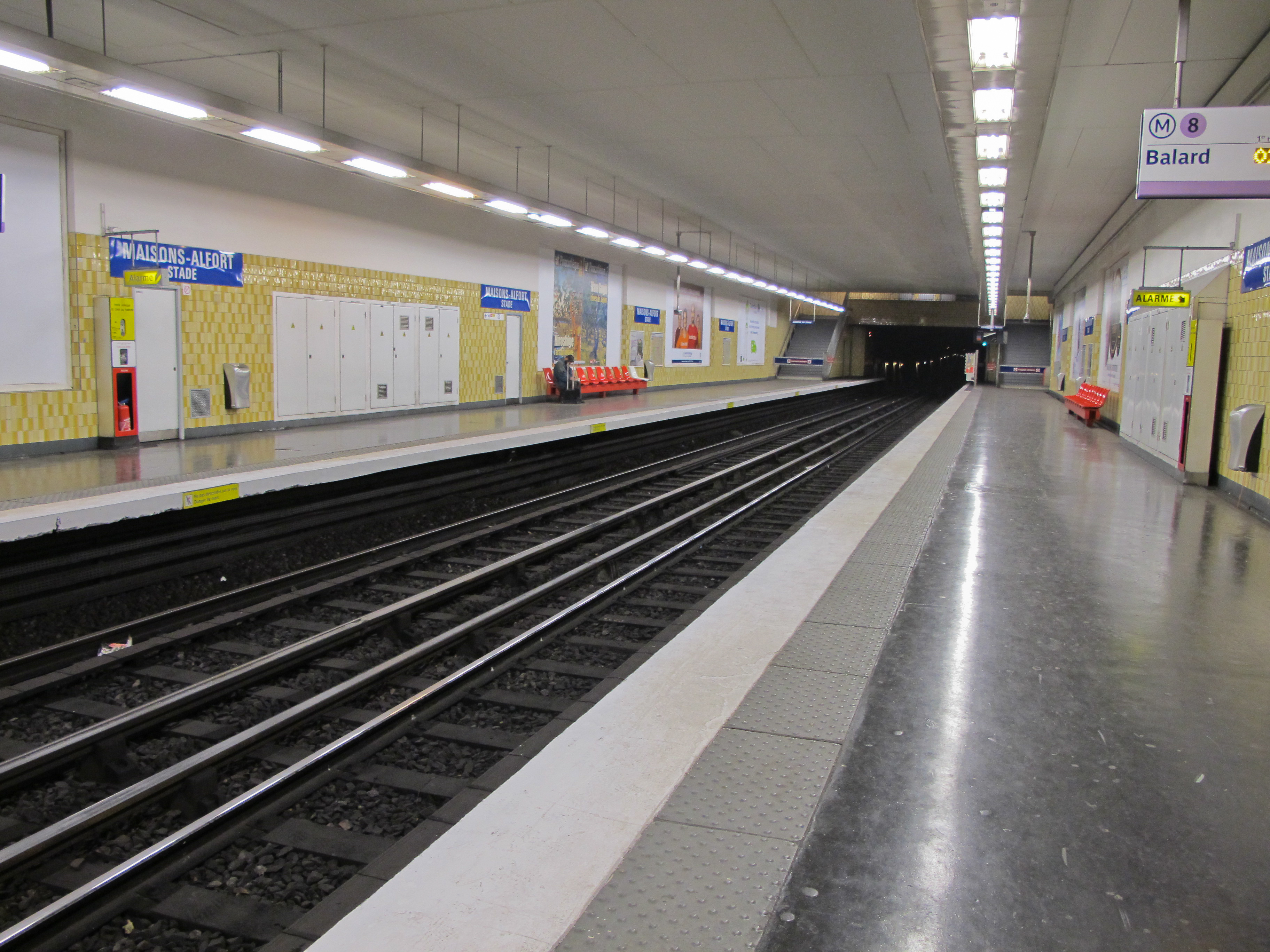
Plataformas de estação

Maisons-Alfort - Stade é uma estação de configuração padrão: ela possui duas plataformas separadas pelas vias do metrô. Construída na década de 1970, é uma estação-gaiola com pés-direitos verticais e teto horizontal devido à sua construção em uma vala coberta. A decoração, típica da década de 1970, se aparenta a uma variação do estilo "Mouton-Duvernet", com pés-direitos e tímpanos recobertos com telhas em diversos tons de ocre colocadas na vertical e alinhadas, um teto e altos de muros tratados em branco bem como faixas de iluminação suspensas. Os quadros publicitários, ligeiramente para baixo, são metálicos e o nome da estação é inscrito na fonte Parisine em placas esmaltadas. Os assentos são de estilo "Motte" de cor vermelha.
A estação apenas compartilha esse estilo decorativo com os dois pontos de parada que a enquadram, École vétérinaire de Maisons-Alfort e Maisons-Alfort - Les Juiliottes.

### Intermodalidade
A estação é servida pelas linhas 104 e 372 da rede de ônibus RATP e, à noite, pela linha N35 da rede Noctilien.